# Peter A. Singer
Pour les articles homonymes, voir Singer.
Ne doit pas être confondu avec Peter Singer ou Peter W. Singer.
Peter Alexander (A.) Singer, né en août 1960, est conseiller spécial auprès du directeur général de l'Organisation mondiale de la santé,.
Il est décoré de l'ordre du Canada et membre de la Société royale du Canada.
Il est également professeur auxiliaire de médecine à l'Université de Toronto.

## Parcours professionnel
De 2008 à 2018, Peter Alexander Singer a été chef de la direction de Grands Défis Canada, et directeur du Sandra Rotman Centre, University Health Network.
De 1996 à 2006, Singer a été directeur du centre commun de bioéthique de l'Université de Toronto.
En 2007, Singer a reçu le prix Michael Smith en tant que chercheur canadien en santé de l'année en santé de la population et services de santé. En 2011, Singer a été nommé Officier de l'Ordre du Canada pour ses contributions à la recherche en santé et à la bioéthique, et pour son dévouement à l'amélioration de la santé des personnes dans les pays en développement. Il est également membre de la Société royale du Canada l'Académie canadienne des sciences de la santé, de l'Académie nationale de médecine des États-Unis et de l'Académie des sciences pour le monde en développement (TWAS) .
Singer a été ministre des Affaires étrangères de l'Académie canadienne des sciences de la santé et a présidé l'évaluation de l'Académie canadienne des sciences de la santé sur le rôle stratégique du Canada en santé mondiale. Il a également été président du groupe de travail sur l'innovation Chaque femme, chaque enfant.

## Ouvrages
Peter Alexander Singer est co-auteur, avec Abdallah Daar (en), de The Grandest Challenge: Taking Life-Saving Science from Lab to Village.
Singer a publié plus de 600 articles de recherche, reçu plus de 50 millions de dollars en subventions de recherche et encadré des centaines d'étudiants universitaires. Il a étudié la médecine interne à l'Université de Toronto, l'éthique médicale à l'Université de Chicago, la santé publique à l'Université Yale et la gestion à la Harvard Business School. Il a servi sa communauté en tant que président du conseil d'administration de Branksome Hall, une école pour filles à vocation internationale.